# Video Collection 1993 - 1999
Video Collection 93-99 es una colección de videos en VHS, oficial de la cantante italiana, Laura Pausini. Fue publicada el 3 de diciembre de 1999.

## Historia
Esta Colección recoge los 9 videoclips que van desde 1993 a 1999, también incluye el Making Of The Video del tema “Una Emergencia De Amor” su versión en italiano y un video en vivo, del tema One More Time, de la banda sonora de la película americana “Message In A Bottle”.
Originalmente esta colección salió en italiano, semanas después se lanzó su versión al español en países como España y el resto de América Latina. Los créditos van acompañados de la canción “Looking For An Angel”. 
Video Collection 93-99, vendió más de 20.000 copias mundialmente.

## Lista de canciones
| #   | Título | Duración |
| --- | --- | -------- |
| 01. | La soledad • Música: Angelo Valsiglio, Pietro Cremonesi • Letra: Federico Cavalli, Pietro Cremonesi , Badia                                | 3:48     |
| 02. | Amores extraños • Música: Angelo Valsiglio, Roberto Buti • Letra: Cheope, Marco Marati, Francesco Tanini, Badia                            | 5:33     |
| 03. | Gente • Música: Angelo Valsiglio • Letra: Cheope, Marco Marati, Badia                                                                      | 4:20     |
| 04. | Inolvidable • Músic: Giuseppe Carella, Fabrizio Baldoni, Gino De Stefani • Letra: Cheope, Badia                                            | 3:57     |
| 05. | Las cosas que vives • Música: Giuseppe Carella, Fabrizio Baldoni, Gino De Stefani • Letra: Cheope, Fabrizio Pausini, Badia                 | 4:26     |
| 06. | Escucha a tu corazón • Música: Vito Mastrofrancesco, Alberto Mastrofrancesco, Charles Cohiba • Letra: Cheope, Fabrizio Pausini, Badia      | 4:03     |
| 07. | Emergencia de amor + Making Of The Video • Música: Eric Buffat• Letra: Laura Pausini, Cheope, Massimo Pacciani, Carlos Pixin, León Tristán | 4:09     |
| 08. | En ausencia de ti • Música: Antonio Galbiati• Letra: Laura Pausini, Cheope, Badia                                                          | 4:15     |
| 09. | Mi respuesta • Música: Claudio Guidetti • Letra: Laura Pausini, Cheope, Badia                                                              | 3:32     |
| 10. | Un'emergenza d'amore • Música: Eric Buffat • Letra: Laura Pausini, Cheope, Massimo Pacciani                                                | 4:19     |
| 11. | One More Time • Música & Letra: Richard Marx                                                                                               | 4:51     |